# Xã Commerce, Quận Scott, Missouri
Xã Commerce (tiếng Anh: Commerce Township) là một xã thuộc quận Scott, tiểu bang Missouri, Hoa Kỳ. Năm 2010, dân số của xã này là 536 người.